# محمد مير
محمد مير (بالإنجليزية: Mohamed Mir)‏‏ (24 أغسطس 1963 - ) هو رياضي من الجزائر شارك في دورة الألعاب الأولمبية الصيفية 1988 في منافسة سباق الدراجات الهوائية.

## نتائج سباق الدراجات
| التاريخ | السباق | المركز |
| ------- | ------ | ------ |

## روابط خارجية
- محمد مير على موقع أرشيف الدراجات (الإنجليزية)
- محمد مير على موقع إحصائيات الدراجات الإحترافية (الإنجليزية)
- محمد مير على موقع أوليمبيديا (الإنجليزية)